# Konvencija o razgraničenju Francuske i Mauricijusa
Konvencija o razgraničenju između Francuske i Sejšela je ugovor iz 1980. između Francuske i Mauricijusa koji razgraničava pomorsku granicu između Mauricijusa i francuskog otoka Réunion.
Ugovor je potpisan u Parizu 2. travnja 1980. godine. Granica utvrđena tekstom ugovora duga je 364,8 nautičkih milja i pruža se u smjeru sjeveroistok–jugozapad. Granica se sastoji od šest pravocrtnih pomorskih segmenata definiranih sa sedam pojedinačnih koordinatnih točaka. Granica je približna ekvidistantna linija između dva teritorija. Sjeverozapadna krajnja točka granice prestaje točno na sredini između Mauricijusa, Réuniona i otoka Tromelin(Krajnja točka je 283 km od svakog od otoka.). Mauricijus polaže pravo na otok Tromelin, ali to je još uvijek francuski otok kojim se upravlja s Reuniona.
Konvencija je stupila na snagu odmah po potpisivanju. Puni naziv ugovora je Konvencija između Vlade Republike Francuske i Vlade Mauricijusa o razgraničenju gospodarskih zona Francuske i Mauricijusa između otoka Réunion i Mauricijusa.